# Heilige Lodewijkkerk (Leiden)
De Heilige Lodewijkkerk, kortweg Lodewijkkerk, is een rooms-katholieke kerk aan het Steenschuur in de Nederlandse stad Leiden. De kerk is onderdeel van de Parochie Heiligen Petrus en Paulus. Zowel de toren als de kerk hebben de status van rijksmonument.

## Geschiedenis
Op de plaats van de huidige kerk werd in 1477 een kapel van het Sint Jakobsgasthuis gesticht, gewijd aan Sint Jakob.
Kapel en gasthuis werden in 1547 verkocht aan de parochie van de  Pieterskerk en vervolgens in 1567 aan de stad Leiden, die de kapel vervolgens tot graanpakhuis en later tot Saaihal bestemde.
De voorgevel van de kerk stamt uit 1538 en de toren uit 1594.

### Kruitramp van 1807
De historie van de huidige Lodewijkkerk is nauw verbonden met de Leidse kruitramp van 1807.
De ramp verwoestte een groot gedeelte van de binnenstad, waaronder de schuilkerk van de katholieken aan de Nieuwe Rijn. De Saaihal was zwaar beschadigd, maar de toren stond nog overeind.
Op verzoek van koning Lodewijk Napoleon werd het gebouw weer opgebouwd om de ontheemde katholieken plaats te bieden. Het nieuwe interieur werd ontworpen door de architect Giudici, die door Lodewijk Napoleon was aangesteld. De kapel werd vervolgens gewijd aan Lodewijks schutspatroon, Lodewijk de Heilige.

## De toren en het klokkenspel
De toren bleef aan Sint Jakob toegewijd en heet daarom tot op de dag van vandaag de Sint Jacobstoren. Reeds in de 16e eeuw werden in de toren van wat toen nog de Saaihal was een voorslag van 16 klokken plus uurslagklok opgehangen, die in het Vlaamse Mechelen waren gegoten door Peter van den Ghein. Deze klokjes kondigden met een speeltrommel de uurslagen van het uurwerk aan. Op de klokken stond op ieder klokje een deel van een gedicht. Dit is terug te vinden in het boek dat Mr. A. Loosjes in 1916 schreef over de carillons in de Nederlanden.
O Heer vermeert ons Leidens Neeringe
Sulckx dat den Coopman sijn begeeringe
Deur den Drapier gemaeckt hier vin;
Den Ploter gont een goet gewin,
Opdat den Wasscher hem mach dienen;
Den Cammer wilt zijn broot verdienen;
De tragen Spinners mont hout op;
Vervolt met spijs des Werckers erop;
Den Volter naeckt versiet van cleeren;
 's Conroyers noodt wilt oock afweren;
Des Verwers cuyp en feijl hem niet;
Weert van den Persser swaer verdriet,
en weert het oock van 't Wanranderen;
De Packers van de kost versiet;
Geeft den Baillu een eerlick teeren
En laat elck een hem Gouverneeren.
Soolang dees al in goet accoort staen
De Nering sal met spoet wel voort gaen.

Het van de Ghein-klokkenspel is in 1742, zo niet eerder, als schroot verkocht. In 1961 leverde Eijsbouts een automatisch spelende voorslag van 17 klokken voor de Lodewijkkerk, in 2021 tot 22 klokken uitgebreid. 

## Huidig gebruik
Na de restauratie en uitbreiding van 1957 huisvestte de kerk de Parochie Heilige Lodewijk. Sinds oktober 2012 is de H. Lodewijk een parochiekern binnen de parochie parochie HH Petrus en Paulus. Tot op de dag van vandaag wordt in de kerk dagelijks de mis gevierd. De Lodewijkkerk staat bekend om zijn traditionele liturgie in het Nederlands, Engels en Latijn.

## Enkele afbeeldingen

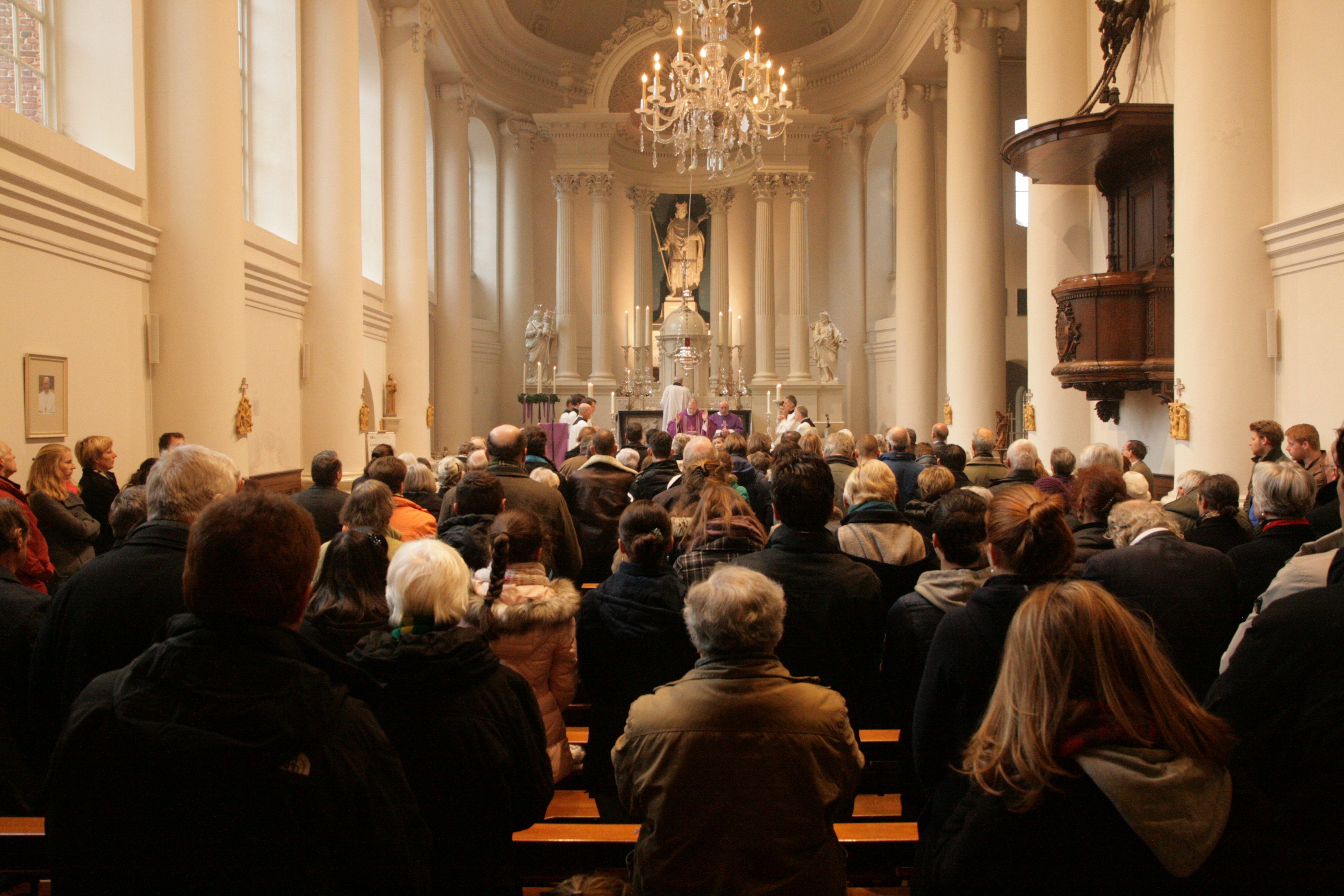
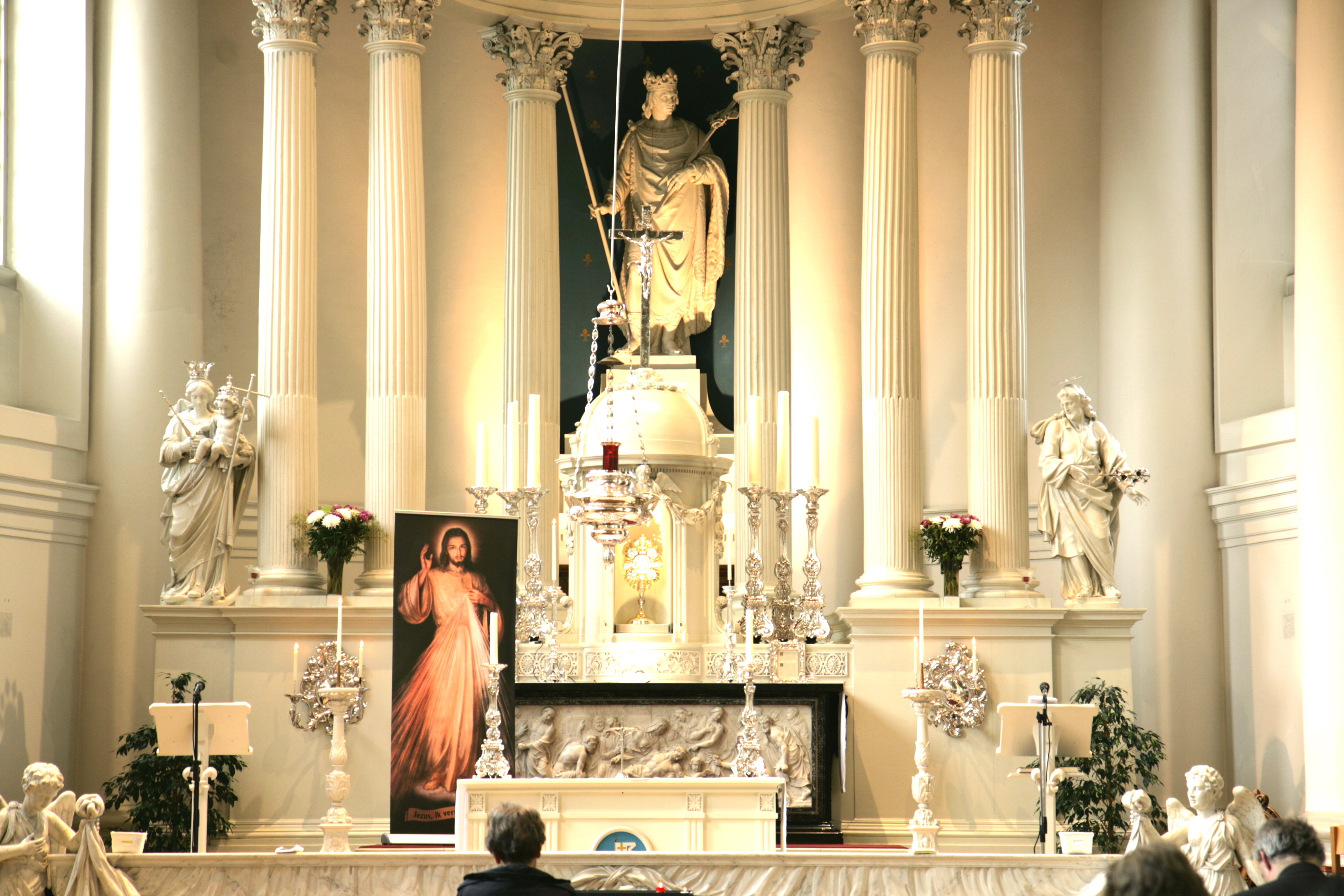
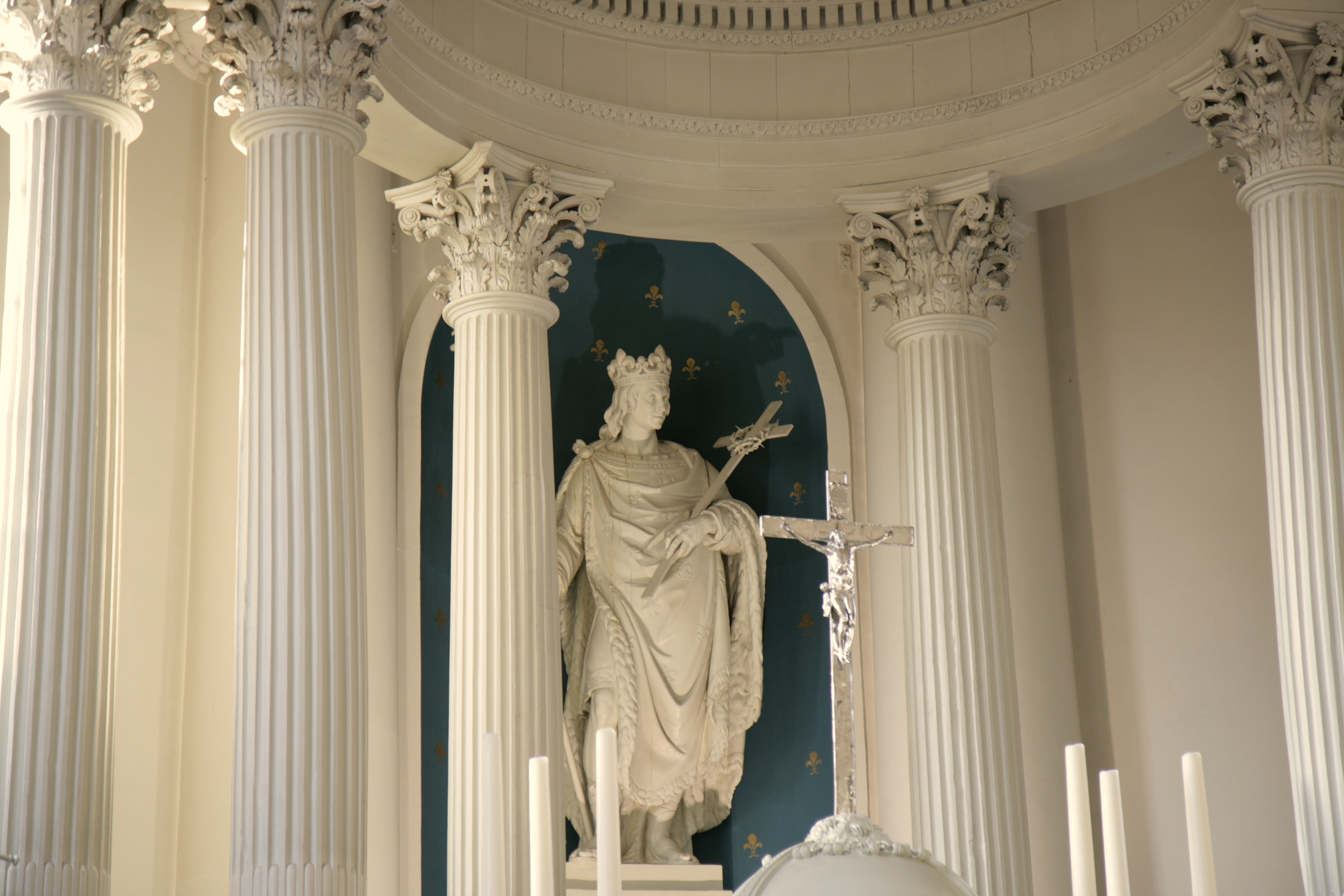
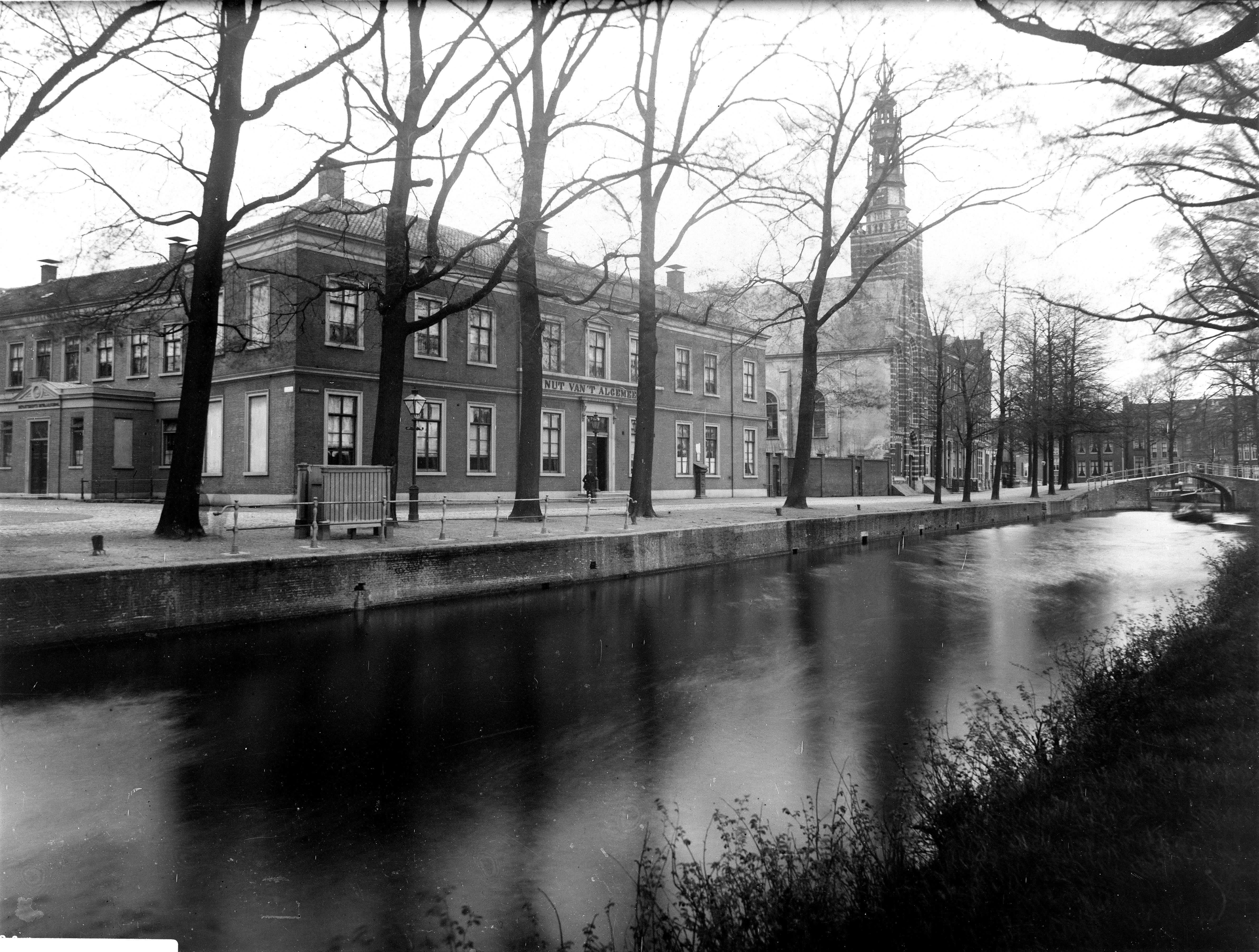